# Empusa
Liparis là một chi thực vật có hoa trong họ, Orchidaceae.